# 中国文化大革命文库
《中国文化大革命文库》光碟，美国《中国文化大革命文库》光碟编委会、香港中文大學中国研究服务中心合作编辑，宋永毅主编。2001年出版，2006年出第二版，2010年出第三版，第三版字数达到五千万字。

## 评论
- 余汝信批评文库第一版有“资料均未注明出处”、“文件来源大多辗转抄录”、“编纂者自拟标题”等问题。[1] 宋永毅撰文回应。[2]
- “近年来有关研究‘文化大革命’最权威、最大规模的资料库。”[3]
- “目前学界对‘文革’相关的原始历史资料进行收集、整理和汇编最系统、全面的资料集。”[4]